# Feralin
Die Feralin (Plural Ferálnir) war ein Flächenmaß auf Island.
- 1 Feralin = 1/9 Ferfaðmur = 0,394 Quadratmeter